# Zračna luka Piranšaher
Zračna luka Piranšaher (IATA kod: KHA, ICAO kod: OITH) smještena je kod grada Piranšahera u sjeverozapadnom dijelu Irana odnosno pokrajini Zapadni Azarbajdžan. Nalazi se na nadmorskoj visini od 1840 m. Zračna luka ima jednu asfaltiranu uzletno-sletnu stazu dužine 700 m, a koristi se za tuzemne letove.

## Vanjske poveznice
- (engl.) [neaktivna poveznica]
- (engl.) DAFIF, Great Circle Mapper: KHA